# S/y Poświst
s/y Poświst – jacht żaglowy należący Akademickiego Związku Morskiego w Gdańsku. 3 sierpnia 1948 uległ tragicznej w skutkach awarii na Zatoce Gdańskiej, w wyniku której zmarły cztery osoby.

## Wypadek
Jacht żaglowy „Poświst” uległ wypadkowi w czasie rejsu szkoleniowego rozpoczętego 3 sierpnia 1948 wieczorem, na wodach Zatoki Gdańskiej, 9 mil od brzegu na linii Hel–Sobieszewo. Załogę stanowili studenci, członkowie AZM, Jerzy Kawałkowski – sternik, Wanda Biernacka, Magdalena Zakrzewska, Anna Potulicka i Bolesław Trochimowicz. Przyczyną awarii – odpadnięcia dolnej części falszkilu z balastem – było prawdopodobnie skorodowanie bolców mocujących.
Jacht w godzinach wieczornych 3 sierpnia 1948 w okolicach dzisiejszej pławy nawigacyjnej „GN” (środek Zatoki Gdańskiej), w wyniku oderwania się balastu, przewrócił się przy silnym bocznym wietrze. Jacht nie zatonął, lecz zaczął dryfować z wiatrem w kierunku południowo-wschodnim. Niedoświadczona załoga, wbrew zasadom dobrej praktyki morskiej, przeceniając swoje siły porzuciła przewrócony, ale wciąż niezatapialny kadłub jachtu i na zaimprowizowanej tratwie z kół ratunkowych i gretingów popłynęła ku pozornie bliskiemu brzegowi Mierzei Wiślanej. Żeglarze płynęli początkowo na zaimprowizowanych tratwach, później je porzucając, płynęli wpław, w kamizelkach ratunkowych. Troje żeglarzy zmarło wskutek wychłodzenia organizmu, nie osiągnąwszy brzegu. Wanda Biernacka wychłodzona i holowana do brzegu przez kolegę w wyniku hipotermii zmarła w drodze do szpitala. Wypadek przeżył jedynie Bolesław Trochimowicz. Jacht po kilku dniach zdryfował na plaże Mierzei Wiślanej, po sowieckiej stronie granicy. Przekazany polskim studentom z AZM do przystani przy Twierdzy Wisłoujście, przez kilkadziesiąt lat zalegał w klubowym hangarze na Wisłoujściu oczekując na remont. Pod koniec lat 90. XX wieku wystawiony na zewnątrz terenu przystani, ostatecznie po zdemontowaniu okuć z kadłuba rozebrany na opał.
Pamięci załogi „Pośwista” poświęcona jest tablica pamiątkowa na pomniku w formie głazu i kotwicy zlokalizowanym koło Twierdzy Wisłoujście.